# ダケントルルス亜科
ダケントルルス亜科 (学名 Dacentrurinae) は、ジュラ紀、オックスフォーディアン期からキンメリッジアン期の北アメリカやアフリカに生息していた恐竜の一分類群で装盾亜目ステゴサウルス科に分類させる亜科。
ミラガイア、ダケントルルス、アドラティクリット等を含む。ステゴサウルス等を含むステゴサウルス亜科とは異なり、特徴的な大きない板を持っていなかったことが特徴。

## 概要
亜科になる以前はステゴサウルス科の原始的な段階なものと考えられていたが、後の研究により、ダケントルルス亜科と新しく設立された。